# CSU Metal Galați (volei feminin)
CSU Metal Galați este un club sportiv din Galați, România. Clubul a fost fondat în 1953.
Echipa de volei a devenit campioană a României de patru ori: (2006–07, 2007–08, 2008–09, 2009–10) și a Cupei României de trei ori (2006–07, 2007–08, 2008–2009). Perioada de succes s-a încheiat brusc odată cu închiderea clubului din cauza unor probleme financiare la 1 iunie 2010.
Clubul a fost refondat ca CSU Hygienium Galați de atunci și a revenit în prima ligă în 2018.

## Palmares

### Național
Divizia A1
 Campioane (4): 2006–07, 2007–08, 2008–09, 2009–10
 Divizia A2
 Campioane (2): 2010-11, 2017-18
 Vicecampioni (2): 2015-16, 2021-22
- Locul 4 (2): 2022-23, 2023-24

 Cupa României
 Câștigătoare (3): 2006–07, 2007–08, 2008–2009